# Парламентські вибори у Ліхтенштейні 1949

Парламентські вибори в Ліхтенштейні проходили 6 лютого 1949 року.
В результаті Прогресивна громадянська партія отримала 8 місць з 15 місць Ландтагу. Партія залишилася в коаліції з Патріотичним союзом. 

## Результати
| Партія                          | Голосів | %    | Місць | +/– |
| ------------------------------- | ------- | ---- | ----- | --- |
| Прогресивна громадянська партія | 1 555   | 52,9 | 8     | 0   |
| Патріотичний союз               | 1 383   | 47,1 | 7     | 0   |
| Недійсних/порожніх бюлетенів    | 94      | —    | —     | —   |
| Всього                          | 3 032   | 100  | 15    | 0   |
| Зареєстрованих виборців/Явка, % | 3 285   | 92,3 | –     | –   |
| Джерело: Nohlen & Stöver        |         |      |       |     |